# 9535 Plitchenko
9535 Plitchenko è un asteroide della fascia principale. Scoperto nel 1981, presenta un'orbita caratterizzata da un semiasse maggiore pari a 2,2600542 UA e da un'eccentricità di 0,1425979, inclinata di 3,99465° rispetto all'eclittica.